# فرانز كارل
فرانز كارل (بالألمانية: Franz Karl)‏ هو عسكري ألماني، ولد في 1888 في غلون في ألمانيا، وتوفي في 18 مارس 1964 في ميونخ في ألمانيا.